# Lidgbirdius terrestris
Lidgbirdius terrestris är en stekelart som först beskrevs av Alan Parkhurst Dodd 1924.  Lidgbirdius terrestris ingår i släktet Lidgbirdius och familjen Scelionidae. Inga underarter finns listade i Catalogue of Life.